# Pierre Brice
Pierre Brice (Brest, 1929. február 6. – Párizs, 2015. június 6.) francia színész.

## Életpályája

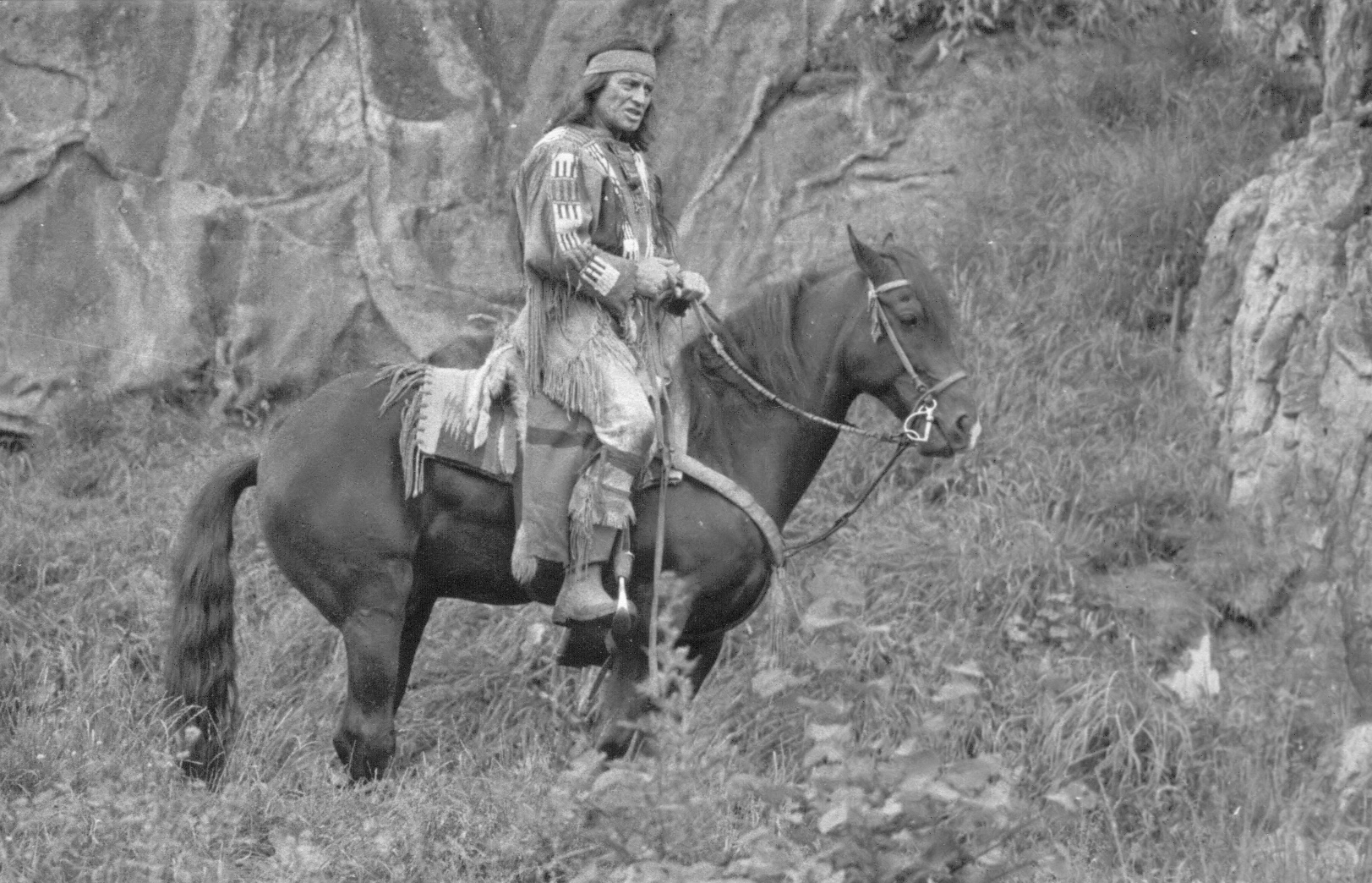
Winnetou-nak öltözve az Elspe fesztiválon

1948-ban besorozták a francia hadseregbe, és az első indokínai háborúban harcolt. Később ejtőernyősként szolgált az algériai háborúban.
Legismertebb alakítása Winnetou, a Karl May német író által életre keltett apacs indiánfőnök. 1962–1968 között tizenegy Winnetou-filmben játszotta el a főszerepet, amelyekben Old Shatterhand figurájaként Lex Barker (hét alkalommal), Old Surehandként Stewart Granger (háromszor), Old Firehandként pedig Rod Cameron (egyszer) voltak a partnerei.
Ezt követően többször alakította a karaktert szabadtéri színpadon is: 1977 és 1980, valamint 1982 és 1986 között a Karl May Ünnepi Játékokon Lennestadtban (Elspe Fesztivál), valamint 1988 és 1991 között a Karl May Fesztiválon Bad Segebergben. 1999-ig ő is több szabadtéri színpadi produkció rendezőjeként dolgozott.
1980-ban ismét a képernyőn alakította Winnetou-t, de ekkor már egy televíziós sorozatban (Winnetou a meszkalero). 1983-ban a Wunderland című tévéfilmben, 1987-ben a Tökkelütött trió című vígjátékban, utoljára pedig 1998-ban, a Winnetou visszatérése című tévéfilmben játszotta el az indián főnököt.
Ezen kívül különböző televíziós sorozatokban lehetett őt látni. Olyan színészekkel dolgozott még együtt, mint például Harald Reinl, Horst Wendlandt, Ralf Wolter és Terence Hill.

## Filmjei
- A csalók (1958)
- A nagyravágyó asszony (1959)
- A pirosító (1960)
- A bacchánsnők (1961)
- Dákok (1967)
- Erika (1971)
- Hármas fogat (1975)
- Álomhajó (1983)
- A boldog család (1987)
- Ein Schloß am Wörthersee (1991–1993)
- A kék gyémánt (1993)
- Kórház a pálmák alatt (1996)
- Álomhotel – Bali (2005)
- Álomhajó – Mézeshetek (2009)

### Winnetou-filmek
- Az Ezüst-tó kincse (1962)
- Winnetou (1963)
- Old Shatterhand (1964)
- Winnetou 2. rész – Az utolsó renegátok (film) (1964)
- Keselyűk karmaiban (1964)
- Az olajherceg (1965)
- Winnetou 3. rész – Winnetou halála (film) (1965)
- Winnetou bosszúja (1965)
- Winnetou és a félvér Apanatschi (1966)
- Winnetou és barátja, Old Firehand (1966)
- Winnetou és Old Shatterhand a Halál Völgyében (1968)
- Winnetou a meszkalero (tévésorozat) (1980)
- Wunderland (1983)
- Tökkelütött trió (1987)
- Winnetou visszatérése (1998)

## Díjai
- Bambi-díj (1964, 1967, 1968, 1987, 1990)

## Fordítás
Ez a szócikk részben vagy egészben  a   Pierre Brice című angol Wikipédia-szócikk ezen változatának fordításán alapul.  Az eredeti cikk szerkesztőit annak laptörténete sorolja fel. Ez a jelzés csupán a megfogalmazás eredetét és a szerzői jogokat jelzi, nem szolgál a cikkben szereplő információk forrásmegjelöléseként.